# Pravna fakulteta v Tuzli
Pravna fakulteta (izvirno bosansko Pravni fakultet u Tuzli), s sedežem v Tuzli, je fakulteta, ki je članica Univerze v Tuzli.
Trenutni dekan je prof. dr. Hajro Kofrc.